# Wake Up, Girls!
Wake Up, Girls! es una serie de anime producida por Ordet y Tatsunoko Production y dirigida por Yutaka Yamamoto. Una película titulada Wake Up, Girls! The Movie (Wake Up, Girls! 七人のアイドル Wake Up, Girls! Shichi-nin no Aidoru?) fue lanzada en Japón el 10 de enero de 2014, seguida por la serie original transmitida desde enero a marzo del mismo año. Una segunda película titulada Wake Up!, Girls! Seishun no Kage (Wake Up, Girls！青春の影?) fue estrenada el 25 de septiembre de 2015, y otra película titulada Wake Up, Girls! Beyond the Bottom fue lanzada el 11 de diciembre del mismo año. Una nueva serie de anime titulada Wake Up, Girls! New Chapter! (Wake Up, Girls！新章 Wake Up, Girls! Shin Shō?) producida por Millepensee fue transmitida desde el 10 de octubre de 2017 al 8 de enero de 2018.

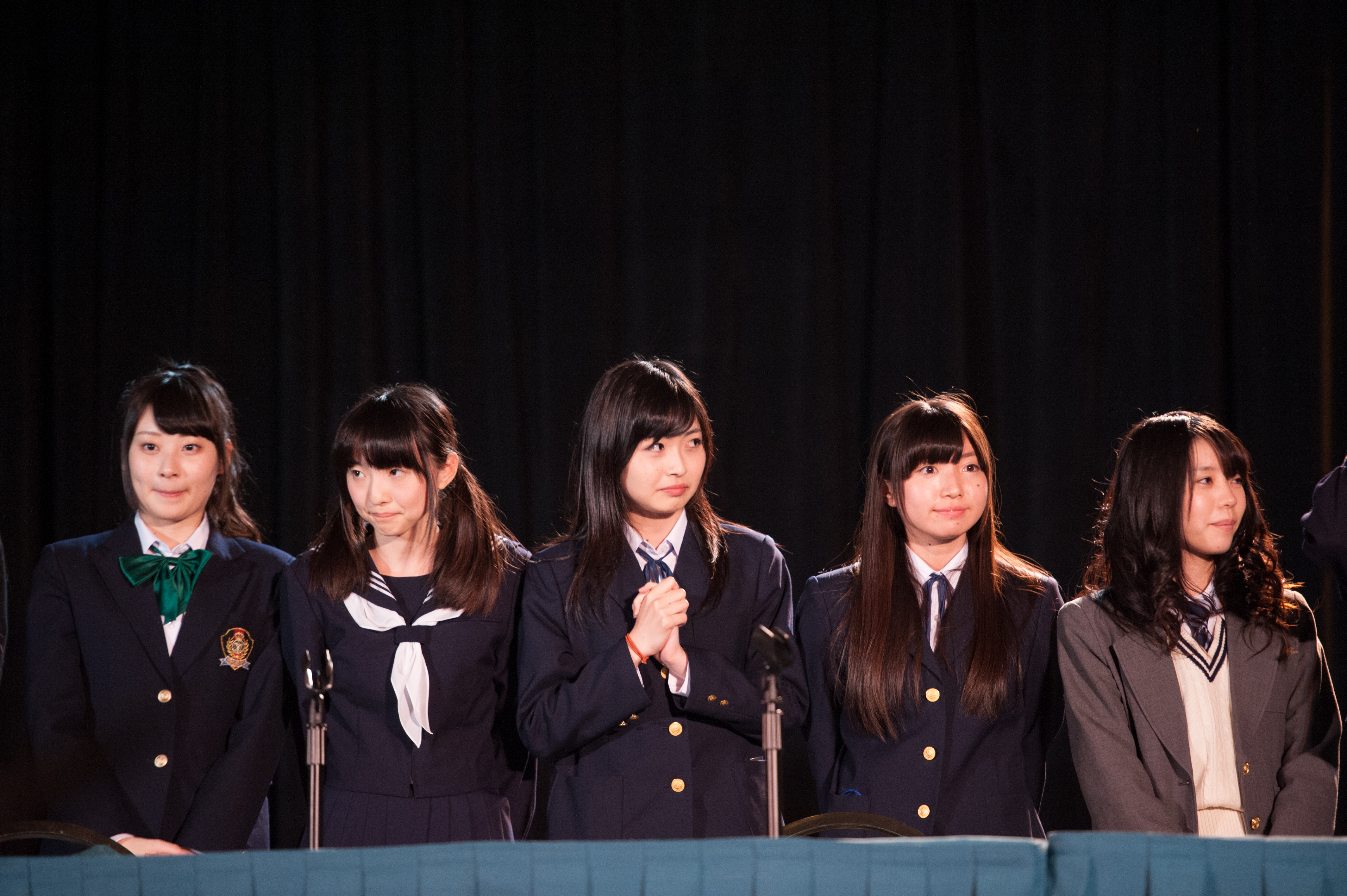
Miembros del elenco de Wake Up, Girls! en 2014.

Wake Up, Girls! también fue el nombre de una unidad de actuación de voz compuesta por las siete actrices de voz principales de 2014 a 2019.

## Argumento
Green Leaves Entertainment es una pequeña compañía de producción que está a punto de cerrar en Sendai, la ciudad más grande de la región de Tohoku, en el noreste de Japón. La agencia una vez manejó las carreras de magos, ídolos de la fotografía, adivinos y otros artistas, pero su último cliente finalmente renunció. En peligro de tener cero talento (literalmente), la presidenta Tange trama la idea de producir un grupo de idols. Por orden de la descarada presidenta, el insatisfecho gerente Matsuda se dirige a buscar talento en bruto, y tiene un encuentro con cierta chica.

## Personajes

### Green Leaves
Mayu Shimada (島田 真夢 Shimada Mayu?)
Seiyū: Mayu Yoshioka
Una chica de primer año de preparatoria sin rival en su talento para cantar y bailar. Originalmente fue la primera centro de I-1 Club, pero varias circunstancias la llevaron a renunciar y marcharse a Sendai, donde finalmente fue encontrada por Matsuda y reclutada sin éxito para el proyecto de las Wake Up Girls. Más tarde se une al grupo de idols, dándose cuenta de que amaba cantar y bailar hasta el punto en que no podía renunciar a ello sin importar qué y que quería tratar de encontrar la felicidad, al menos para ella misma.
Airi Hayashida (林田 藍里 Hayashida Airi?)
Seiyū: Airi Eino
Una chica de primer año de preparatoria. No es especialmente talentosa, pero tiene mucha motivación.
Minami Katayama (片山 実波 Katayama Minami?)
Seiyū: Minami Tanaka
Una chica de tercer año de secundaria. Ella es la "hermana pequeña" del grupo y mantiene el ambiente entre las chicas.
Yoshino Nanase (七瀬 佳乃 Nanase Yoshino?)
Seiyū: Yoshino Aoyama
Una chica de primer año de preparatoria. Ella ya tiene experiencia como actriz y modelo comercial local. Yoshino es conocida como la chica cool del grupo y con mayor sentido de responsabilidad.
Nanami Hisami (久海 菜々美 Hisami Nanami?)
Seiyū: Nanami Yamashita
Una niña de segundo año de secundaria que adora "Hikarizuka Revue". Se ha formado en el canto y el baile desde muy pequeña y es muy orgullosa.
Kaya Kikuma (菊間 夏夜 Kikuma Kaya?)
Seiyū: Kaya Okuno
Una chica de tercer año de preparatoria que es responsable del atractivo sexual y la moda del grupo.
Miyu Okamoto (岡本 未夕 Okamoto Miyu?)
Seiyū: Miyu Takagi
Una chica de tercer año de preparatoria. Ella es indecisa y propensa a llorar. Miyu es una otaku de idols que trabaja a tiempo parcial en un café de sirvientas.
Kōhei Matsuda (松田 耕平 Matsuda Kouhei?)
Seiyū: Shintarō Asanuma
Un gerente de Green Leaves Entertainment. Fue a la universidad en Tokio para convertirse en artista de grabación, pero sufrió un revés y regresó a Sendai. Cuando su jefa Junko Tange lo envió a buscar un grupo de idols, finalmente tuvo una reunión con una chica que lo ayudó a iniciar Wake Up Girls.
Junko Tange (丹下 順子 Tange Junko?)
Seiyū: Noriko Hidaka
La presidenta de Green Leaves Entertainment. Junko es una mujer adulta que tiende a ser grosera y fuma con frecuencia. Nació en la prefectura de Kumamoto en el sur de Japón, vivió en Tokio y Osaka y luego terminó en Sendai, lejos de su lugar de nacimiento. Cuando la compañía perdió su último talento, envía a Kōhei Matsuda a buscar un nuevo grupo de idols.

### I-1 Club
Shiho Iwasaki (島田 真夢 Iwasaki Shiho?)
Seiyū: Yuka Ōtsubo
Miembro del grupo rival de chicas, I-1 Club. Compitió con Mayu Shimada por la posición central del I-1 Club cuando comenzaron. Después de que Mayu se fue a Wake Up Girls, Shiho se convirtió en el segundo centro del I-1 Club.
Mai Kondō (近藤 麻衣 Kondou Mai?)
Seiyū: Emiri Katō
La capitana del I-1 Club.
Megumi Yoshikawa (吉川 愛 Yoshikawa Megumi?)
Seiyū: Minami Tsuda
Una de las viejas amigas de Mayu de cuando estaba en el I-1 Club. Las dos todavía se mantienen en contacto por correo electrónico después de que Mayu dejó el grupo.
Nanoka Aizawa (相沢 菜野花 Aizawa Nanoka?)
Seiyū: Kaori Fukuhara
Miembro de segunda generación del I-1 Club, caracterizada por sus lentes.
Moka Suzuki (鈴木 萌歌 Suzuki Moka?)
Seiyū: Nozomi Yamamoto
Miembro del I-1 Club de cuarta generación y parte del dúo "W Suzuki".
Reina Suzuki (鈴木 玲奈 Suzuki Reina?)
Seiyū: Satomi Akesaka
Parte del dúo "W Suzuki", pero ella y Moka no son realmente hermanas.
Tina Kobayakawa (小早川 ティナ Kobayakawa Tina?)
Seiyū: Kiyono Yasuno
Miembro del I-1 Club de tercera generación y con ascendencia inglesa.
Tōru Shiraki (白木 徹 Tooru Shiraki?)
Seiyū: Mitsuru Miyamoto
Es el estricto presidente y gerente general del I-1 Club.
Tasuku Hayasaka (早坂 相 Hayasaka Tasuku?)
Seiyū: Kenichi Suzumura
Un productor musical de primer nivel del cual I-1 Club es uno de sus clientes. Después de ver la pésima actuación de Wake Up Girls, decide ofrecer sus servicios a Green Leaves Entertainment sin cargo a cambio de un control total como gerente, sin la intervención de Junko o Kōhei.

## Media

### Anime
La primera película, titulada La primera película, titulada Wake Up, Girls! The Movie (Wake Up, Girls! 七人のアイドル Wake Up, Girls! Shichi-nin no Aidoru?), se estrenó en los cines el 10 de enero de 2014. La serie de televisión se emitió entre el 11 de enero de 2014 y el 29 de marzo de 2014 bajo la dirección de Yutaka Yamamoto del estudio Ordet y Tatsunoko Production. El tema de apertura de los dos primeros episodios es Stand Up! (タチアガレ！ Tachiagare!?), y desde el episodio 3 en adelante es 7 Girls' War, ambos interpretados por el elenco de Wake Up, Girls !. El tema final es Kotonoha Aoba (言の葉 青葉?), también interpretado por Wake Up, Girls!.
Una ONA producida por Studio Moriken, titulada Wake Up, Girl ZOO! (うぇいくあっぷがーるZOO！?), comenzó a transmitirse en el canal de YouTube de Avex desde el 5 de septiembre de 2014. El tema principal es "WUG Zoo Zoo" de Wake Up, Girls!.
Una segunda película, Wake Up!, Girls! Seishun no Kage (Wake Up, Girls！青春の影?), se estrenó el 25 de septiembre de 2015, y la tercera película, Wake Up, Girls! Beyond the Bottom, se estrenó el 11 de diciembre de 2015.
En el evento "Wake Up, Girls! Festa 2016 Super Live" el 11 de diciembre de 2016, una nueva serie de anime titulada Wake Up, Girls! New Chapter! (Wake Up, Girls！新章 Wake Up, Girls! Shin Shō?) se anunció que estaría en producción. La serie se emitió desde octubre de 2017 hasta enero de 2018 en TV Tokyo, Sendai Broadcasting y AT-X, y contó con la dirección de Shin Takagaki y la producción del estudio Millepensee. El tema de apertura es 7 Senses y el tema final es Shizuku no Kan (雫の冠?); ambos son interpretados por la unidad de actuación de voz Wake Up, Girls! (compuesto por el elenco principal de la serie).

#### Episodios de la serie original
| #  | Título                                                                         | Estreno               |
| -- | ------------------------------------------------------------------------------ | --------------------- |
| 1  | «Un tranquilo inicio» «Shizukanaru Shidō» (静かなる始動)                       | 11 de enero de 2014   |
| 2  | «Chicas en el escenario» «Sutēji o Fumu Shōjo-tachi» (ステージを踏む少女たち)  | 19 de enero de 2014   |
| 3  | «Más amable» «Ichiban Yasashiku» (一番優しく)                                  | 25 de enero de 2014   |
| 4  | «Escándalo» «Sukyandaru» (スキャンダル)                                        | 1 de febrero de 2014  |
| 5  | «Cielo o infierno» «Tengoku ka Jigoku ka» (天国か地獄か)                       | 8 de febrero de 2014  |
| 6  | «Aún no» «Madamada dayo» (まだまだだよ)                                        | 15 de febrero de 2014 |
| 7  | «Maravillosas amigas» «Subarashiki Nakama-tachi» (素晴らしき仲間たち)          | 22 de febrero de 2014 |
| 8  | «Conmoción» «Haran» (波乱)                                                     | 1 de marzo de 2014    |
| 9  | «Viviendo aquí» «Koko de Ikiru» (ここで生きる)                                 | 8 de marzo de 2014    |
| 10 | «Entrada al éxito» «Tōryūmon» (登竜門)                                         | 15 de marzo de 2014   |
| 11 | «Rapsodia de Idols» «Aidoru Rapusodī» (アイドル狂詩曲(ラプソディー))           | 22 de marzo de 2014   |
| 12 | «Sin lamentos en este momento» «Kono Isshun ni Kui Nashi» (この一瞬に悔いなし) | 29 de marzo de 2014   |

#### Episodios deWake Up, Girls! New Chapter!
| #   | Título                                                                                            | Estreno                 |
| --- | ------------------------------------------------------------------------------------------------- | ----------------------- |
| 1   | «¡Somos Wake Up, Girls!» «Watashi-tachi, Wake Up, Girls! dēsu!» (私たち、Wake Up, Girls!でーす！) | 9 de octubre de 2017    |
| 2   | «Este es nuestro hogar» «Koko ga Watashi-tachi no Hōmu» (ここが私たちのホーム)                    | 16 de octubre de 2017   |
| 3   | «Soy mi coleta» «Ponītēru wa hontai desu» (ポニーテールは本体です)                                | 23 de octubre de 2017   |
| 4   | «¡Cuando es sabroso, lo es!» «Oishī toki wa un me nya!» (美味しい時はうんめーにゃー!)             | 30 de octubre de 2017   |
| 5   | «Teniendo el mismo sueño» «Onaji yume o miteru» (同じ夢を見てる)                                  | 6 de noviembre de 2017  |
| 6   | «¡WUG solas! ¡WUG juntas!» «Ichi nin demo WUG! nana nin demo WUG!» (1人でもWUG!7人でもWUG!)       | 13 de noviembre de 2017 |
| 6.5 | «Special Show - WUGBAN! New Chapter» «Tokubetsu hen waguban! Shin shō» (特別篇 わぐばん！新章)    | 20 de noviembre de 2017 |
| 7   | «Cuando las cosas están mal, sonríe» «Kitsui toki hodo waratte nanbo» (キツい時ほど笑ってナンボ)  | 27 de noviembre de 2017 |
| 8   | «Cree que estás progresando» «Susun deru tte shinji te» (進んでるって信じて)                      | 4 de diciembre de 2017  |
| 9   | «¿En qué pienso con WUG!?» «WUG! to ieba......?» (WUG！と言えば……？)                              | 11 de diciembre de 2017 |
| 10  | «¡Nuevos retoños!» «Shinme o dase!» (新芽を出せ！)                                                | 18 de diciembre de 2017 |
| 11  | «Lo que podemos hacer» «Watashi-tachi ni dekiru koto» (私たちにできること)                        | 25 de diciembre de 2017 |
| 12  | «Hacia la luz» «Akarui hō e» (明るい方へ)                                                         | 7 de enero de 2018      |

## Unidades de actuación de voz

### Wake Up, Girls!
Wake Up, Girls! también fue una unidad de actuación de voz formada por el elenco principal de la serie: Mayu Yoshioka, Airi Eino, Minami Tanaka, Yoshino Aoyama, Nanami Yamashita, Kaya Okuno y Miyu Takagi. Su primer sencillo fuera de la franquicia de anime Wake Up, Girls! fue el tema final de la serie de anime Shakunetsu no Takkyū Musume. El 15 de junio de 2018, se anunció que la unidad se disolvería después de su último concierto el 8 de marzo de 2019.

### Run Girls, Run!
Run Girls, Run! es una unidad de actuación de voz derivada de la serie Wake Up, Girls! New Chapter en 2017, cuyos miembros son Coco Hayashi, Yuka Morishima y Nanami Atsugi. Su primer sencillo fue una colaboración en el tema de apertura de Death March Kara Hajimaru Isekai Kyōsōkyoku.